# 陈长捷
陈长捷（1892年6月2日—1968年4月7日），字介山，福建螺洲（今属福州）人。中华民国军事将领。

## 生平

### 早年
陳長捷出生農家，因為家境貧困，幼年被母親拋棄到宗祠。幸虧他的哥哥姐姐們捨不得，把他抱走，撿回來一條命，自此他小名就稱“拾拾”。陳長捷成年後投筆從戎，考入保定軍校第七期，以軍校第一名的優異成績畢業。
1919年10月畢業後在保定軍校學長傅作義的推薦下，進入閻錫山的晉軍。任山西陆军第4混成旅（旅长赵戴文）第7团（团长龚凤山）第1营（营长卢丰年）少尉见习官、第1连中尉排长、上尉连长、少校团副。1925年1月调升第1旅（旅长傅存怀）第2团（团长卢丰年）中校团副。1926年8月升任第18旅（旅长卢丰年）上校参谋长。1927年3月第18旅扩编为第10师（师长卢丰年），仍任上校参谋长。7月调升国民革命军北方军（总司令阎锡山）独立第15旅（辖两团）少将旅长。1928年3月所部扩编为第3集团军（总司令阎锡山）第9师（辖三团）少将师长。1928年9月第9师缩编为第3集团军暂编第5师（师长李生达）第9旅（辖三团），降任少将旅长。1928年10月第9旅改称第36师（师长李生达）第106旅（辖三团），仍任少将旅长。1930年4月第106旅扩编为第3方面军（总司令阎锡山）第12师（辖三团），升任少将师长。1931年1月第12师缩编为东北边防军第9师（师长李生达）第17旅（辖两团），降任少将旅长。6月边17旅改称第72师（师长李生达）第208旅（辖两团），仍任少将旅长。1935年4月19日叙任陆军少将。1935年第七十二师师长李生达被暗杀，1936年7月陈长捷升任第72师（辖两旅）中将师长。1936年11月12日获颁四等云麾勋章、国民革命军誓师十周年纪勋章。
抗战爆发后，率领第72师参加南口战役。战后，1937年8月第七十二师与新独四旅合编为预备第一军，陈长捷为军长，在代县集结待命。平型关战役时在鹞子沟和团城口与日军血战12个昼夜。1937年10月预1军改称第61军（辖第72师），仍任中将军长。1937年11月15日晋任陆军中将。1939年3月9日升任第13集团军（总司令王靖国）中将副总司令兼第61军军长。1939年5月26日调升第6集团军（辖第61军、暂编第1军）中将总司令兼第四行署主任。

1940年，阎锡山与蒋介石矛盾激化，阎锡山怀疑陈长捷与国民党中央军来往频繁，解除他的军职。陈长捷率一个警卫营到绥远投奔第八战区副司令长官傅作义。1941年4月调任晋陕绥边区总司令部（总司令邓宝珊）中将副总司令。1941年11月调任伊盟守备军（辖新编第26师、骑兵第7师）中将司令。指挥新26师和骑兵第7师乘剿缉烟匪机会，大肆抢掠，发生流血事件，迫使伊克昭盟盟长沙王出逃，酿成“伊盟事件”。
1943年5月12日，沙王提出
和平解决“伊盟事变”的6项要求：

1. 陈、何部队立即撤出伊克昭盟；
2. 严惩肇事罪魁陈长捷、何文鼎，释放被捕蒙胞；
3. 赔偿蒙胞损失，救济被难蒙胞，抚恤被害蒙胞家属；
4. 保证蒙胞享有自治权、信教自由及保存风俗习惯的权利；
5. 保证蒙胞人权，不得任意更换军政职员和杀害蒙胞；
6. 免征蒙胞土地、驼马牛羊及粮食。

经过4个月的反覆谈判，國民政府被迫答应将陈长捷撤职、暂缓开垦蒙地和征派粮畜、暂撤驻扎萨克旗王府的军队、“宣慰”扎萨克、乌审两旗。10月初，沙王和起义军民回到了扎萨克旗。

陈长捷1943年10月入陆军大学特别班第七期。1946年3月陆大毕业后派任军政部驻芜湖第20军官总队中将总队长。1947年3月调任联合勤务总司令部第8补给区中将司令。1947年12月调任天津警备总司令部中将总司令。1948年11月兼任天津城防司令部司令。
1949年1月在平津战役天津攻城战中被俘。关押在河北省井陉县华北军区政治部军法处看守所，后迁北京功德林归公安部战犯管理处。

### 晚年
陳長捷1949－1959年在功德林監獄時期，当着杜聿明和其他人的面，陳長捷不止一次地罵過傅作義：
“要我死守天津，戰至一兵一卒，他卻貪生怕死，在北平搞和平起義，我算是把他看穿了，一個不仁不義的傢伙，一個不知羞恥的東西！”
每次罵到這裡，站在側旁的原國民黨十二兵團司令黃維總會添上一句：
“你不在天津硬打，他在北平的談判桌上就沒有籌碼，所以，他還是一個玩弄權術的政客，一個損人利己的小人！”
1959年12月4日作为首批获得特赦的10名战犯之一被释放，释放后任政协上海市秘书处专员，负责文史资料的编撰工作。短短几年时间，他写有10余篇30多万字文稿，留下珍贵的历史资料。
文革期間，陳長捷被當作黑五類牛鬼蛇神國民黨特務，天天挨打批鬥。年老體弱的他于1968年4月7日與妻子不堪忍受自殺。據說陳長捷自殺前的幾天一直在念叨一句話：“天殺的傅作義，為什麼出賣我？”。1979年2月27日中共上海市委统战部予以平反。